# Hypolestes clara
Hypolestes clara är en trollsländeart som först beskrevs av Philip Powell Calvert 1891.  Hypolestes clara ingår i släktet Hypolestes och familjen Megapodagrionidae. IUCN kategoriserar arten globalt som starkt hotad. Inga underarter finns listade i Catalogue of Life.